# أندرو غودوين
أندرو غودوين (بالإنجليزية: Andrew Goodwin)‏ (بالروسية: Гудвин, Эндрю)‏ هو مغني أوبرا ومغني أسترالي وروسي وبريطاني، ولد في 1979 في سيدني في أستراليا.